# 217420 Olevsk
217420 Olevsk è un asteroide della fascia principale. Scoperto nel 2005, presenta un'orbita caratterizzata da un semiasse maggiore pari a 2,5760620 UA e da un'eccentricità di 0,2815590, inclinata di 11,90842° rispetto all'eclittica.